# Università Ca' Foscari Venezia
L'Università Ca' Foscari Venezia è un'università statale italiana fondata nel 1868 a Venezia. Ha sede presso Ca' Foscari, palazzo gotico affacciato sul Canal Grande.

## Storia

### Origini
L'Università Ca' Foscari venne fondata nel 1868 come Scuola superiore di commercio da Luigi Luzzatti, Edoardo Deodati e Francesco Ferrara. La scuola - oggi l'Università Ca' Foscari - è la prima e più prestigiosa istituzione italiana a occuparsi dell'istruzione superiore e dell'alta formazione in ambito commerciale, economico e linguistico. La sua vocazione, fin dalle origini, è fortemente caratterizzata dalla dimensione internazionale degli studi, della ricerca e dell'insegnamento.
La Scuola superiore di commercio venne istituita per fornire agli imprenditori un'adeguata preparazione e per formare i futuri diplomatici al diritto e alla pratica internazionale, nonché per formare i professori di materie economiche degli istituti di istruzione secondaria. Si ispirò al modello dell'Istituto superiore di commercio di Anversa, che dal 1853 affiancava all'insegnamento teorico quello pratico.
Fin dalla sua nascita comprese lo studio e l'insegnamento delle lingue straniere, sia occidentali che orientali, il cui approfondimento era considerato fondamentale completamento dello studio delle discipline economiche.
Nei primi anni di vita della scuola furono attivati tre principali indirizzi di studio:
- consolare, per la formazione di diplomatici;
- economico, per la formazione di imprenditori, banchieri e statisti;
- magistrale, per la formazione di docenti di economia, diritto, ragioneria e lingue straniere.

### Tra prima e seconda guerra mondiale
Durante la prima guerra mondiale, la Scuola superiore di commercio fu trasferita in via temporanea a Pisa. 
Nel 1934 il titolo di direttore della scuola fu sostituito da quello di rettore. Nel 1935, con la nascita della facoltà di economia e commercio, la scuola divenne a pieno titolo un'università statale, mentre l'anno successivo ottenne l'autorizzazione ufficiale a rilasciare lauree in lingue e letterature moderne.

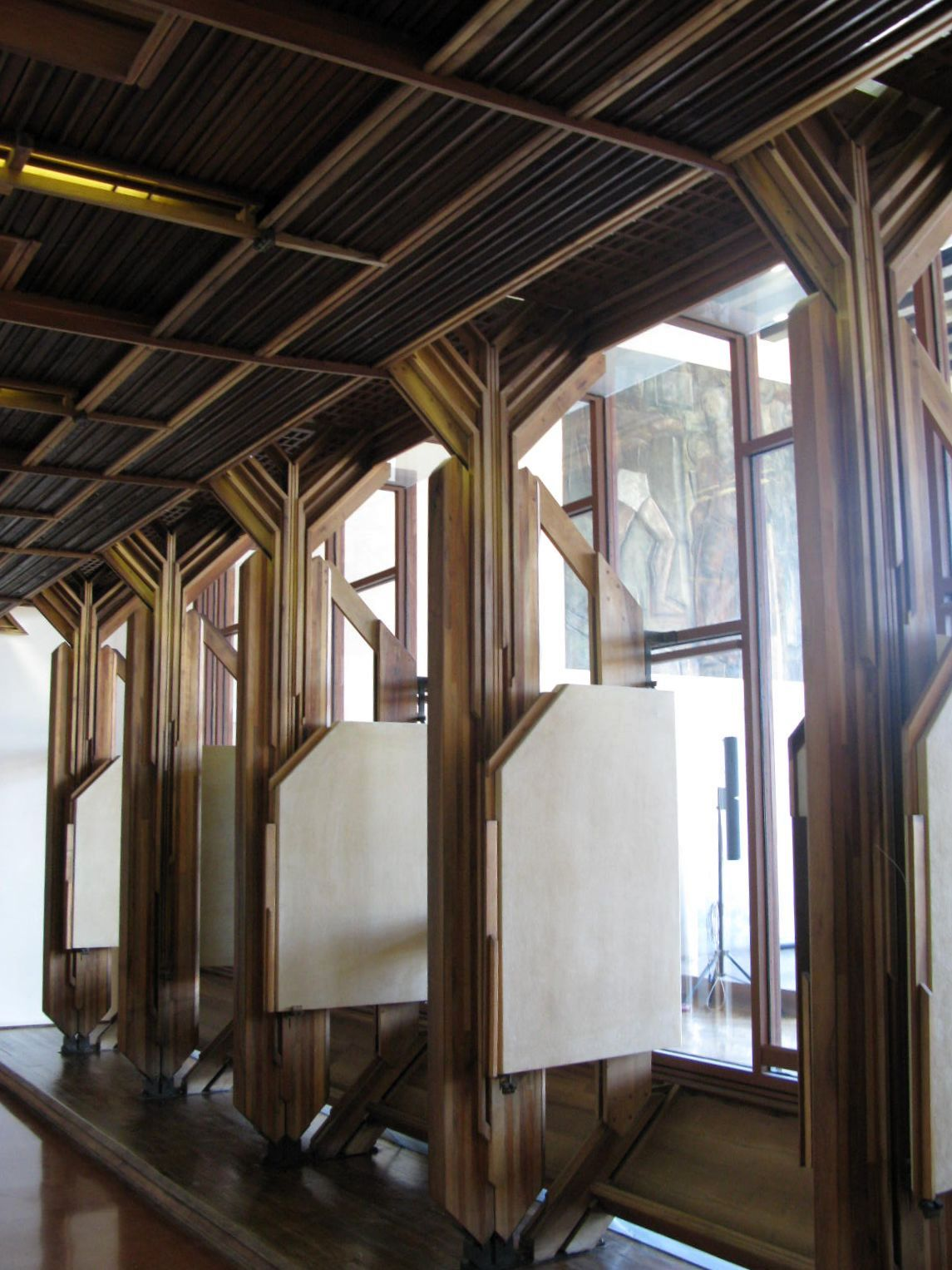
Aula Baratto (Ca' Foscari), boiserie di Carlo Scarpa

Nel 1935 il rettore dell'epoca Agostino Lanzillo commissiona la realizzazione dell'aula magna (ora aula Baratto) all'architetto veneziano Carlo Scarpa; un secondo intervento fu commissionato a Carlo Scarpa nel 1955, per trasformarla in aula di lezione e realizzare la boiserie. L'aula Baratto è inoltre impreziosita da due affreschi novecenteschi dei pittori Mario Sironi e Mario Deluigi.
Durante la seconda guerra mondiale, Ca' Foscari continuò senza interruzioni le proprie attività, aiutata dal fatto che il centro storico di Venezia fu risparmiato dai bombardamenti. Nel 1943, dopo la caduta del fascismo, si votò per il rientro di Silvio Trentin e Gino Luzzatto e quest'ultimo fu rieletto rettore nel 1945.

### Dal secondo dopoguerra all'epoca contemporanea
Nel 1954 fu istituzionalizzata la facoltà di lingue e letterature straniere, mentre nel 1964 nacque il corso di laurea in lingue e letterature orientali e con esso iniziarono gli insegnamenti di arabo, cinese, ebraico, giapponese, hindi, iranico e turco.
Nel 1962 l'istituto ottenne lo status giuridico di università degli studi, mentre nel 1969 nacquero le facoltà di lettere e filosofia e di chimica industriale.
Nel 2012 il palazzo gotico affacciato sul Canal Grande, sede storica dell'Università Ca' Foscari, è stato inserito fra i siti paesaggistici e beni culturali.
Nello stesso anno l’ateneo fonda, su modello della Scuola Normale Superiore di Pisa, il Collegio Internazionale Ca’ Foscari. Al Collegio si accede dopo il superamento di un concorso che vede partecipare studenti da tutto il mondo. Gli allievi devono mantenere una media elevata agli esami di profitto del proprio corso di laurea e si sottopongono ad un'addizionale programma culturale diviso tra Minor Degree, per gli allievi triennali, e Master di II Livello per gli allievi magistrali che rispettano i requisiti.
Il Collegio è erede della tradizione del Collegio Universitario Ca’ Foscari, che ebbe sede a Ca’ Dolfin. Nel 1961 nacque nella sede di Ca’ Dolfin, di recente acquisizione da parte dell’ateneo, uno fra i primi collegi di merito della nuova Italia repubblicana. Esso fu fortemente voluto dall’Ateneo veneziano e dall’allora primo ministro Amintore Fanfani e da Italo Siciliano, rettore dell’ateneo, per ospitare alcuni tra i migliori allievi del Paese privi di mezzi per studiare. Il Collegio fu chiuso nel 1973.
Al 2019, l'ateneo predispone l'insegnamento di quarantuno lingue, ivi inclusa la lingua dei segni.

## Struttura

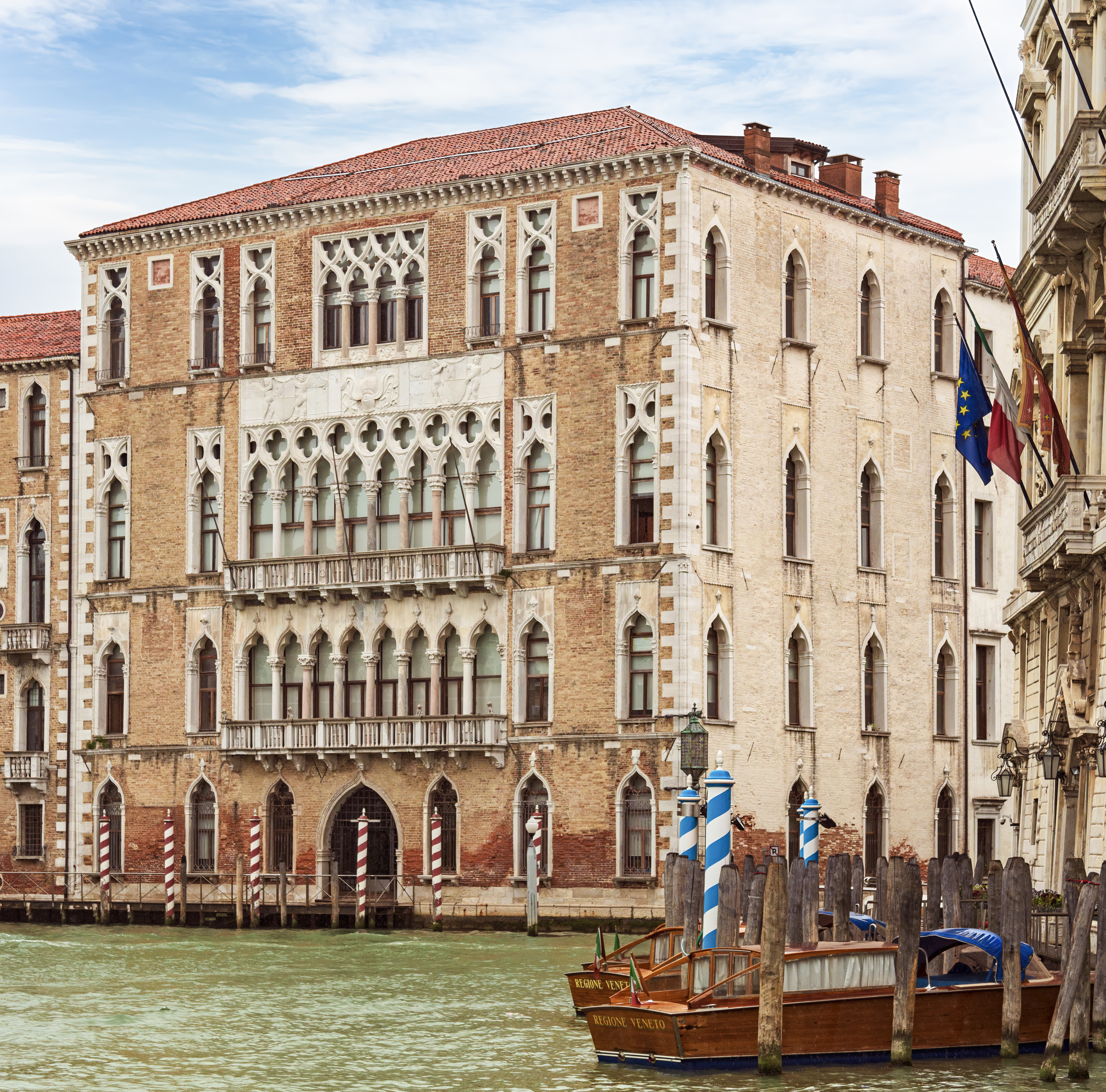
Ca' Foscari, facciata sul Canal Grande

L'ateneo è strutturato in otto dipartimenti:
- Economia – sede di San Giobbe[12]
- Filosofia e beni culturali – sede di Malcanton Marcorà[13]
- Management – sede di San Giobbe[14]
- Scienze ambientali, informatica e statistica – campus scientifico e parco VEGA[15]
- Scienze molecolari e nanosistemi – campus scientifico[16]
- Studi linguistici e culturali comparati – Ca' Bembo, Ca' Bernardo e palazzo Cosulich[17]
- Studi sull'Asia e sull'Africa mediterranea – Ca' Cappello
- Studi umanistici – sede di Malcanton Marcorà[18]

Vi si trovano le seguenti scuole:
- Ca' Foscari Challenge School, presso il parco VEGA[19]
- Ca' Foscari School for International Education, presso San Sebastiano[20]
- Collegio Internazionale Ca' Foscari (Scuola Superiore d'Ateneo), presso Santa Marta[21]
- Scuola in economia, lingue e imprenditorialità per gli scambi internazionali, presso i palazzi San Leonardo e San Paolo di Treviso[22]

### Ricerca

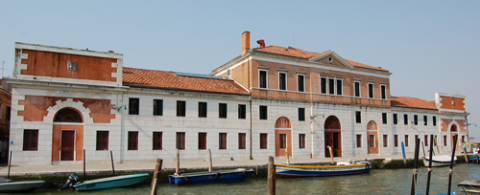
Campus economico, San Giobbe

La ricerca si sviluppa negli otto dipartimenti, nelle scuole e nei centri di Ateneo e viene sostenuta da risorse interne, da fondi europei e nazionali, da una rete di piccole, medie e grandi imprese. L'università è membro della Venice International University e collabora al parco scientifico e tecnologico VEGA.

### Casa editrice
Presso l'ente ha sede la casa editrice "Edizioni Ca' Foscari" (ECF) fondata nel 2011.

## Altre attività

### Coro e orchestra
L'ateneo Ca' Foscari dispone di un proprio coro e di un'orchestra aperti a studenti, docenti e personale.

### Sport
Ca' Foscari Sport coordina e promuove attività sportive di pallanuoto, sci, snowboard, sub, vela e voga; inoltre, un equipaggio composto da studenti delle università veneziane Ca' Foscari e IUAV partecipa ogni anno, durante la Regata Storica, alla "sfida remiera internazionale delle università su galeoni".

### Attività culturali
- Cinema: dal 2011 Ca' Foscari organizza il Ca' Foscari Short Film Festival, contest internazionale di "corti" aperto alle scuole di cinema di tutto il mondo e primo festival di cinema in Europa concepito, organizzato e gestito direttamente da una università[29].
- Letteratura: dal 2008 l'Università Ca' Foscari organizza insieme al comune di Venezia il festival internazionale di letteratura "Incroci di Civiltà"[30].
- Radio: Nel 2007 è stata creata, aderendo al progetto Unyonair-Radio 24-Il Sole 24 Ore, la web radio studentesca "Radio Ca' Foscari", essa prevede dirette settimanali e un palinsesto musicale in onda ventiquattro ore su ventiquattro[31].
- Luca Pacioli Award: Nel 2010, su iniziativa di Lorenzo Tomasin, è stato istituito il Luca Pacioli Award, con lo scopo di dare riconoscimento a personalità delle scienze, delle lettere, dell'economia e delle arti, che si siano distinte per particolari meriti negli ambiti delle discipline che si studiano e s'insegnano a Ca' Foscari, e che le abbiano integrate in percorsi di ricerca dalla forte valenza interdisciplinare[32].

## Associazioni studentesche
Ca' Foscari Alumni è l'associazione ufficiale degli ex-studenti dell'Università Ca' Foscari gestita direttamente dall'Ateneo. Altre associazioni storiche nate e presenti nell'ateneo sono JEVE APS (Junior Enterprise Ca' Foscari Venezia) che concretizza la passione degli studenti più intraprendenti per renderli protagonisti del proprio futuro, MARKETERs club, che riunisce gli studenti appassionati di marketing e innovazione e Invenicement, costituita dagli studenti interessati ai temi della finanza.

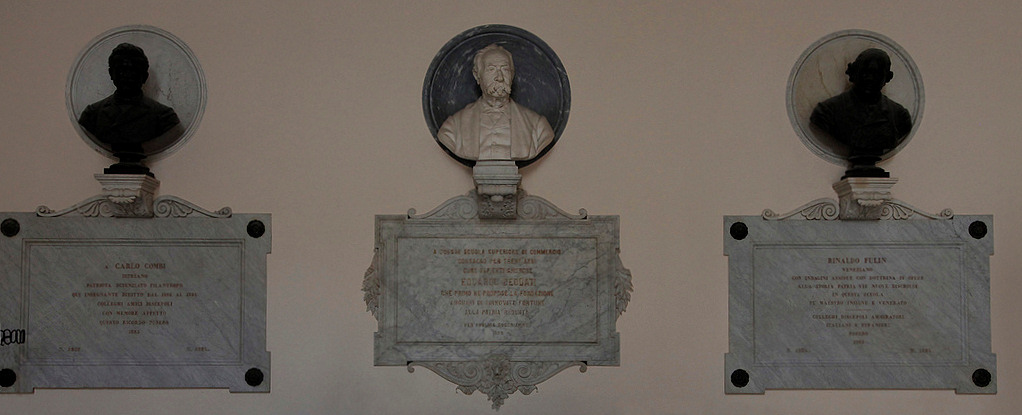
Aula Baratto, con i busti di: Carlo Combi, Edoardo Deodati, Rinaldo Furin.

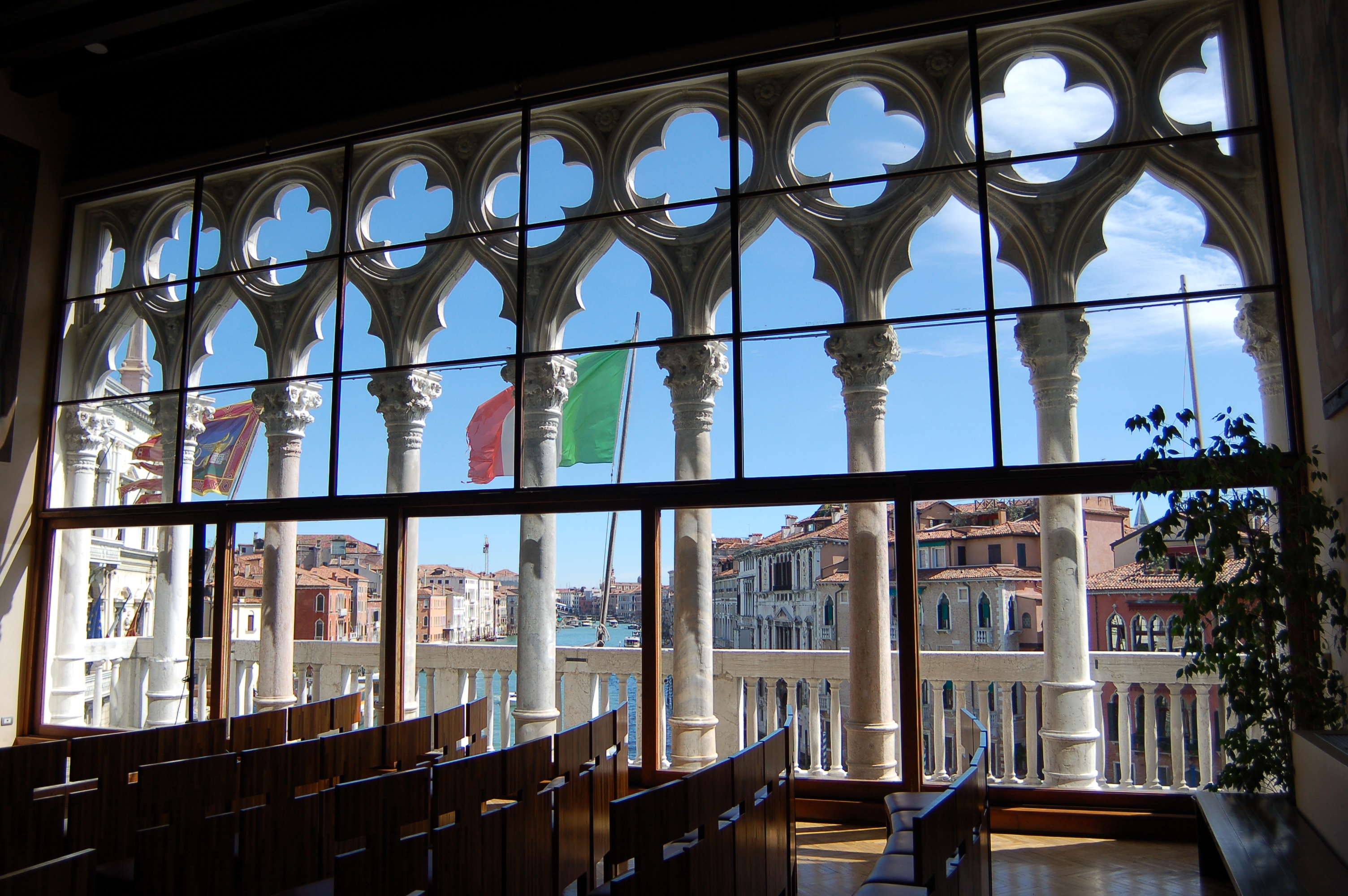
Aula Baratto, Ca' Foscari.

## Direttori
- 1868-1900: Francesco Ferrara
- 1900-1905: Alessandro Pascolato
- 1905-1914: Enrico Castelnuovo
- 1914-1917: Fabio Besta
- 1917-1919: Pietro Rigobon
- 1919-1922: Luigi Armanni
- 1922-1925: Roberto Montessori
- 1925-1925: Gino Luzzatto
- 1925-1927: Ferruccio Truffi
- 1927-1930: Davide Giordano – regio commissario
- 1930-1934: Carlo Alberto Dell'Agnola

## Rettori
- 1934-1935: Carlo Alberto Dell'Agnola
- 1935-1939: Agostino Lanzillo
- 1939-1941: Carlo Alberto Dell'Agnola
- 1941-1942: Gino Zappa
- 1942-1945: Alfonso de Pietri-Tonelli
- 1945-1945: Italo Siciliano – prorettore con funzione di commissario
- 1945-1953: Gino Luzzatto
- 1953-1971: Italo Siciliano
- 1971-1974: Luigi Candida
- 1974-1983: Feliciano Benvenuti
- 1983-1992: Giovanni Castellani
- 1992-1996: Paolo Costa
- 1996-1997: Franco Gatti – prorettore
- 1997-2003: Maurizio Rispoli
- 2003-2003: Paolo Cescon
- 2003-2009: Pier Francesco Ghetti
- 2009-2014: Carlo Carraro
- 2014-2020: Michele Bugliesi
- 2020-presente: Tiziana Lippiello

## Galleria d'immagini

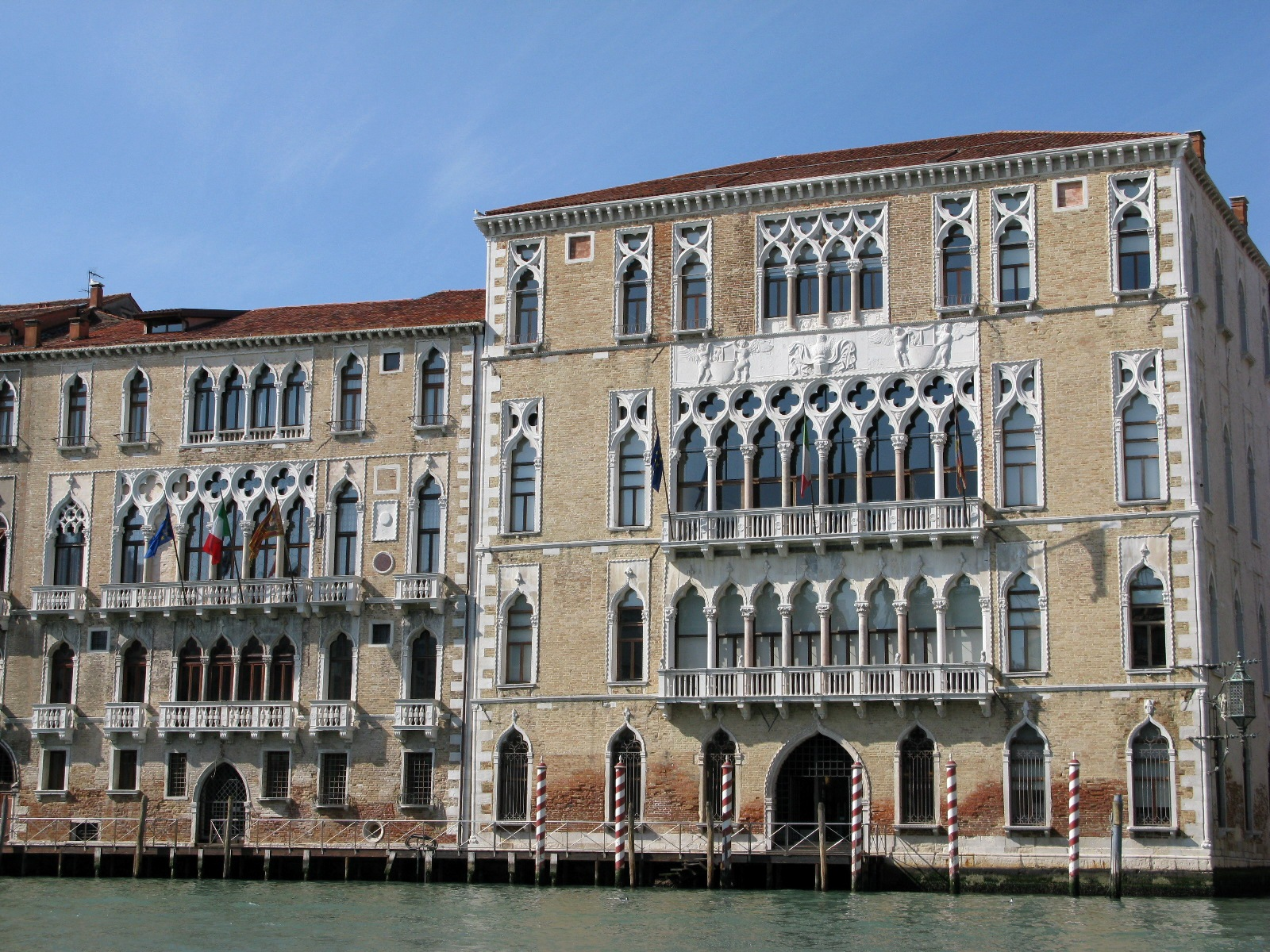
Ca' Foscari, la sede storica dell'Università Ca' Foscari di Venezia
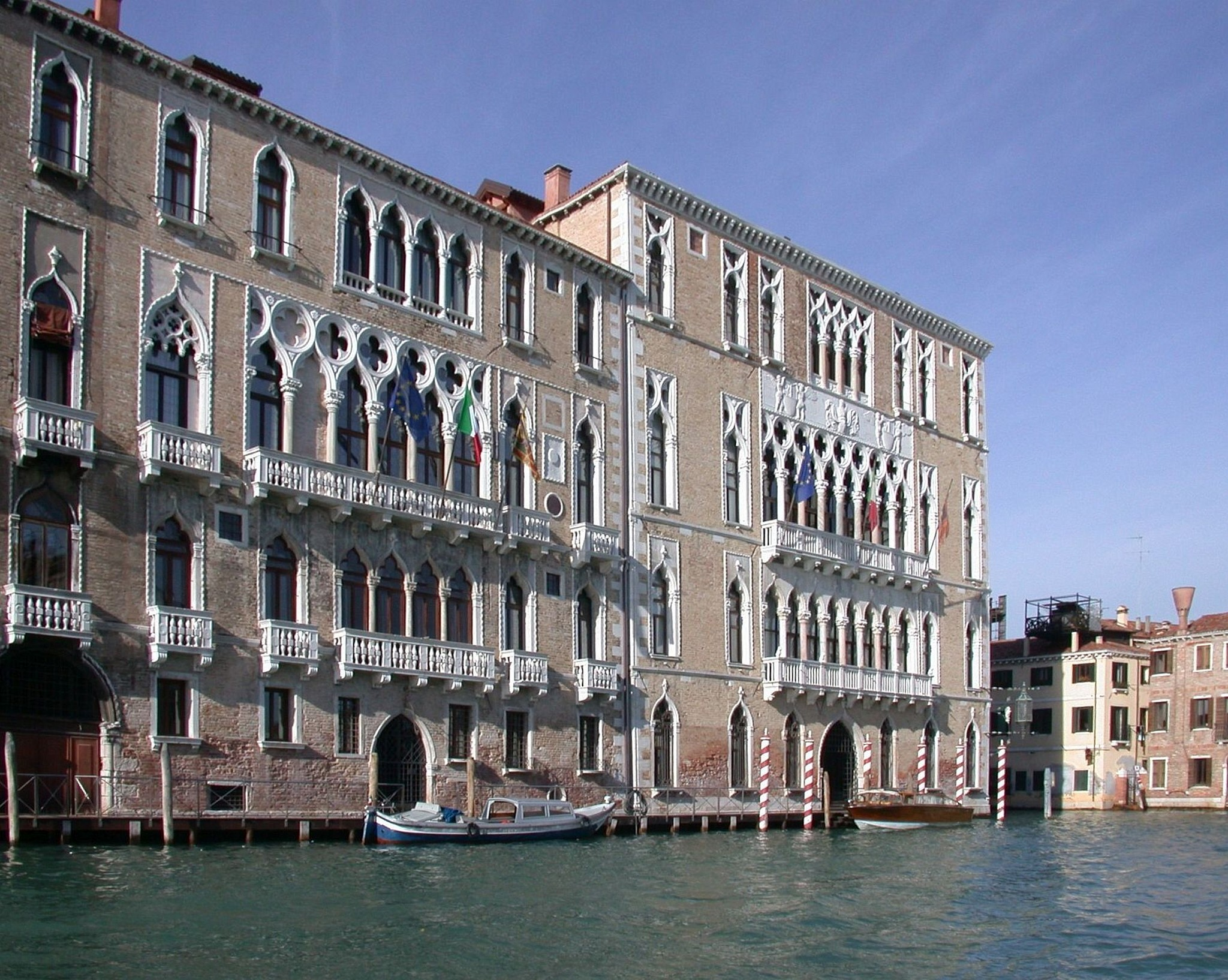
A sinistra Ca' Giustinian dei Vescovi, a destra Ca' Foscari
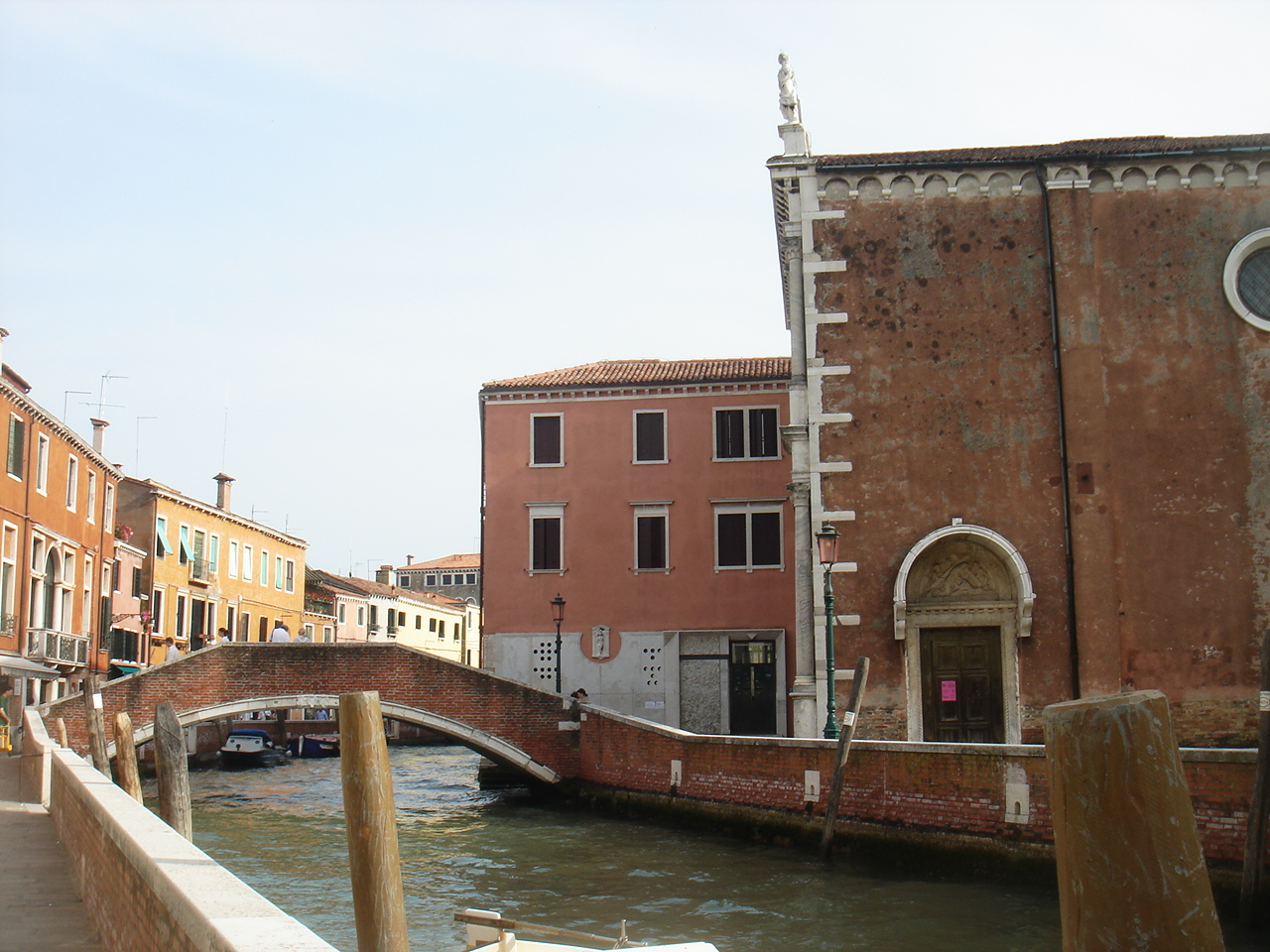
L'ingresso della sede San Sebastiano
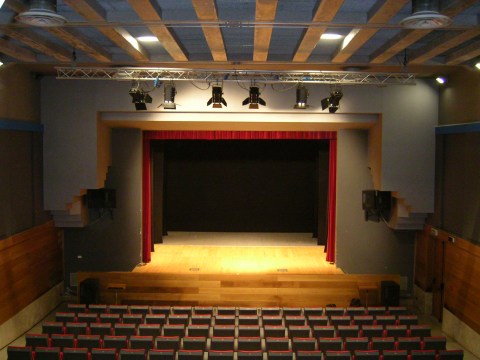
Teatro Ca' Foscari
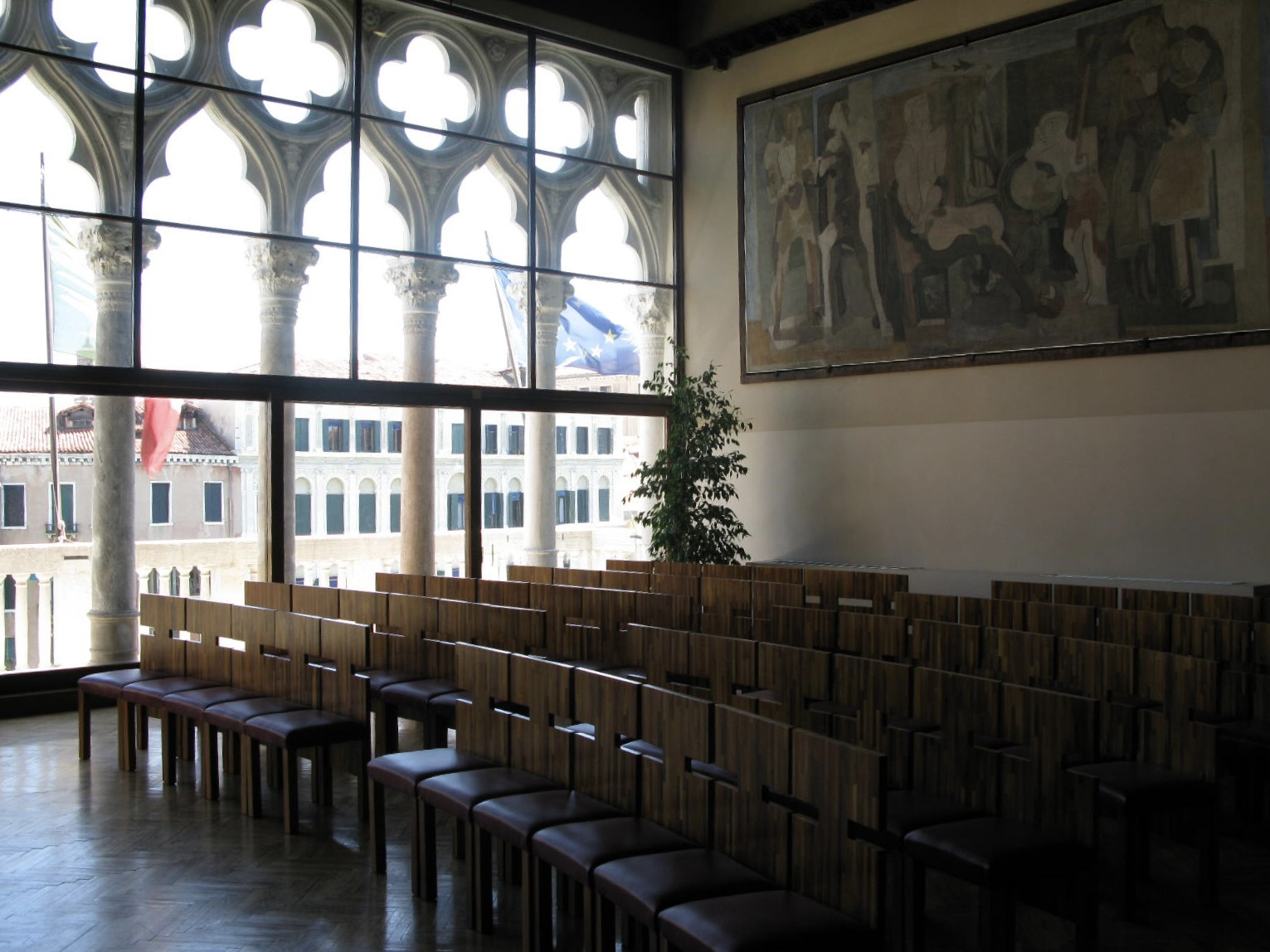
Aula Baratto
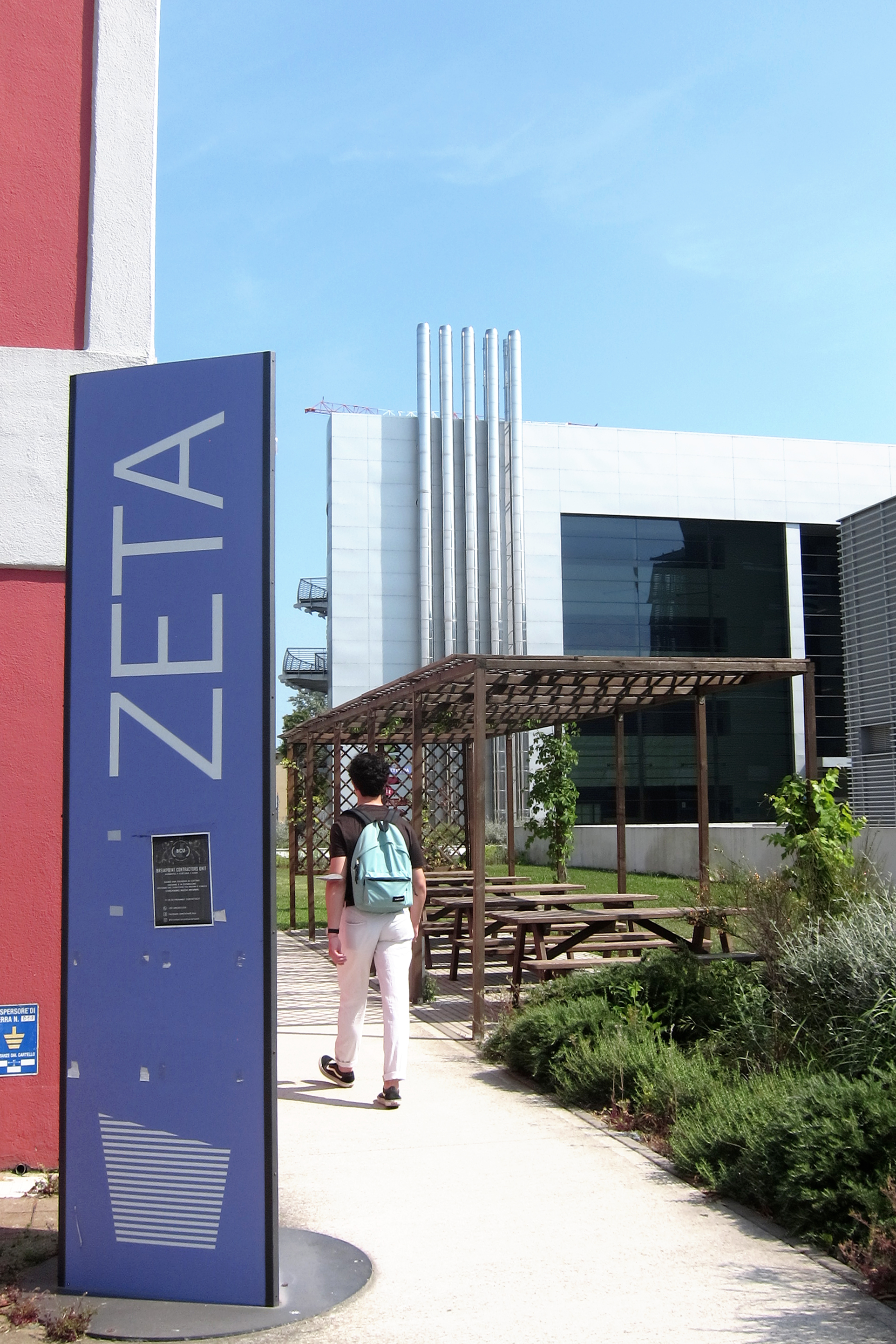
Campus Scientifico di via Torino, Mestre
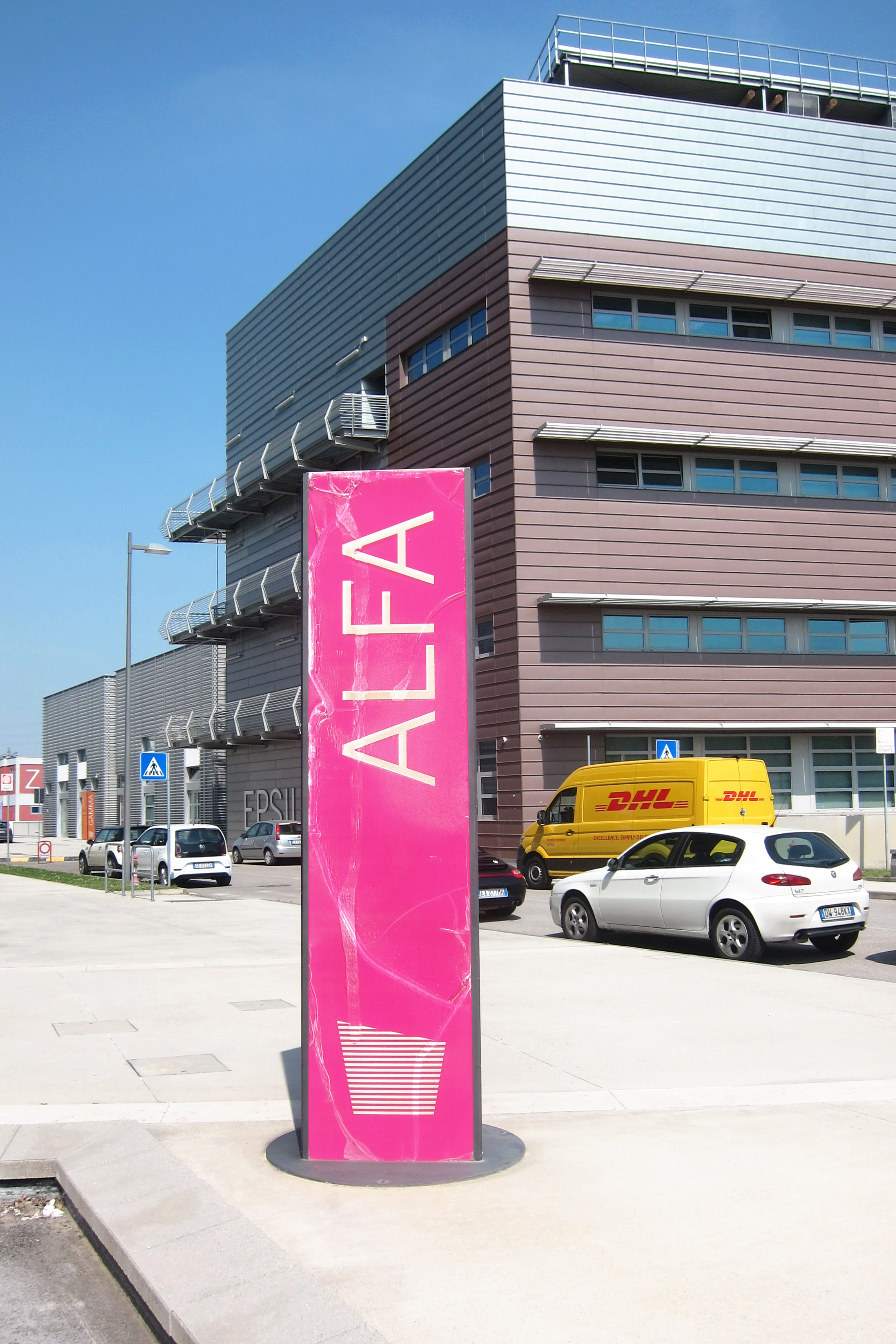
Campus Scientifico di via Torino, Mestre
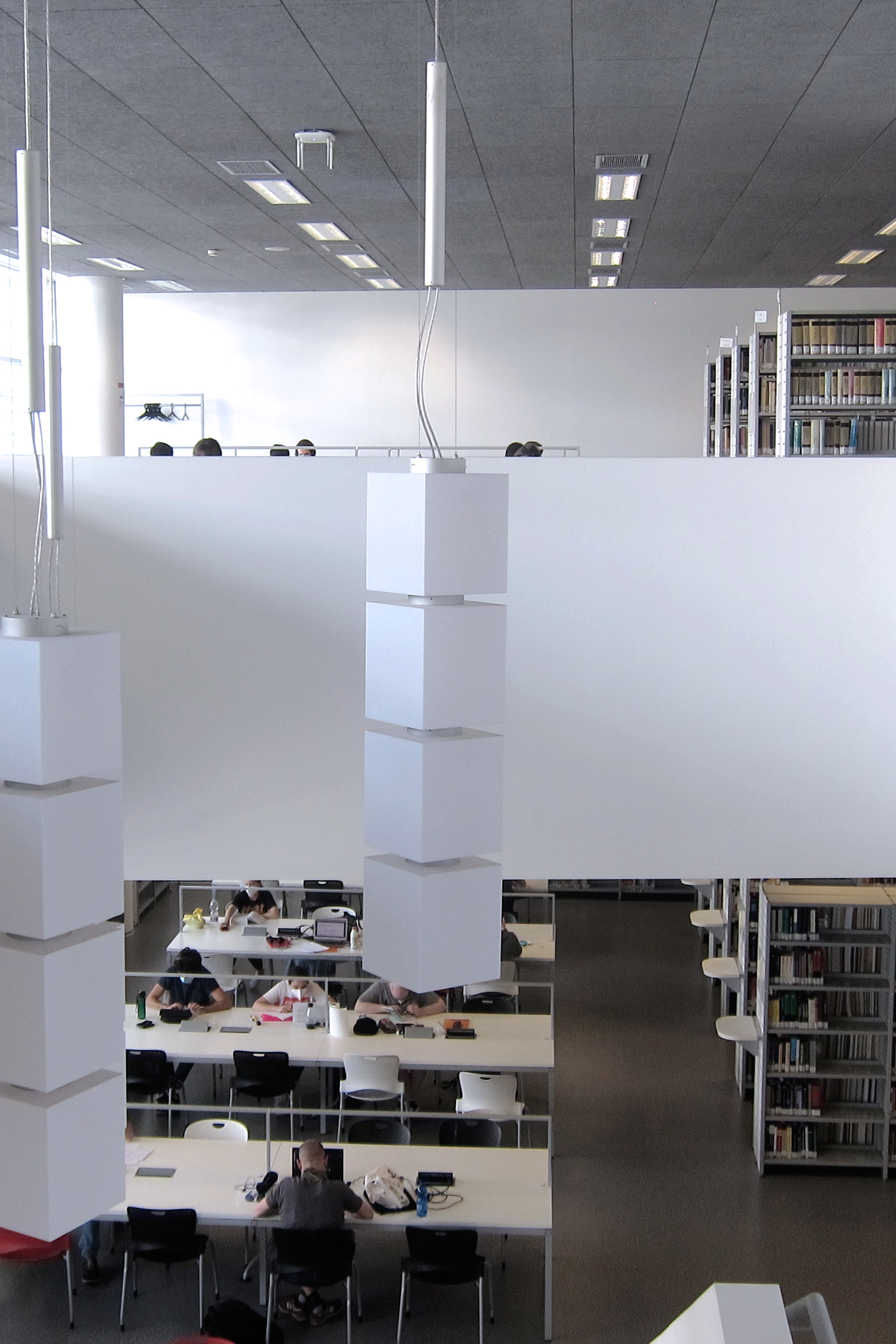
Biblioteca area scientifica (BAS), edificio alfa in via Torino
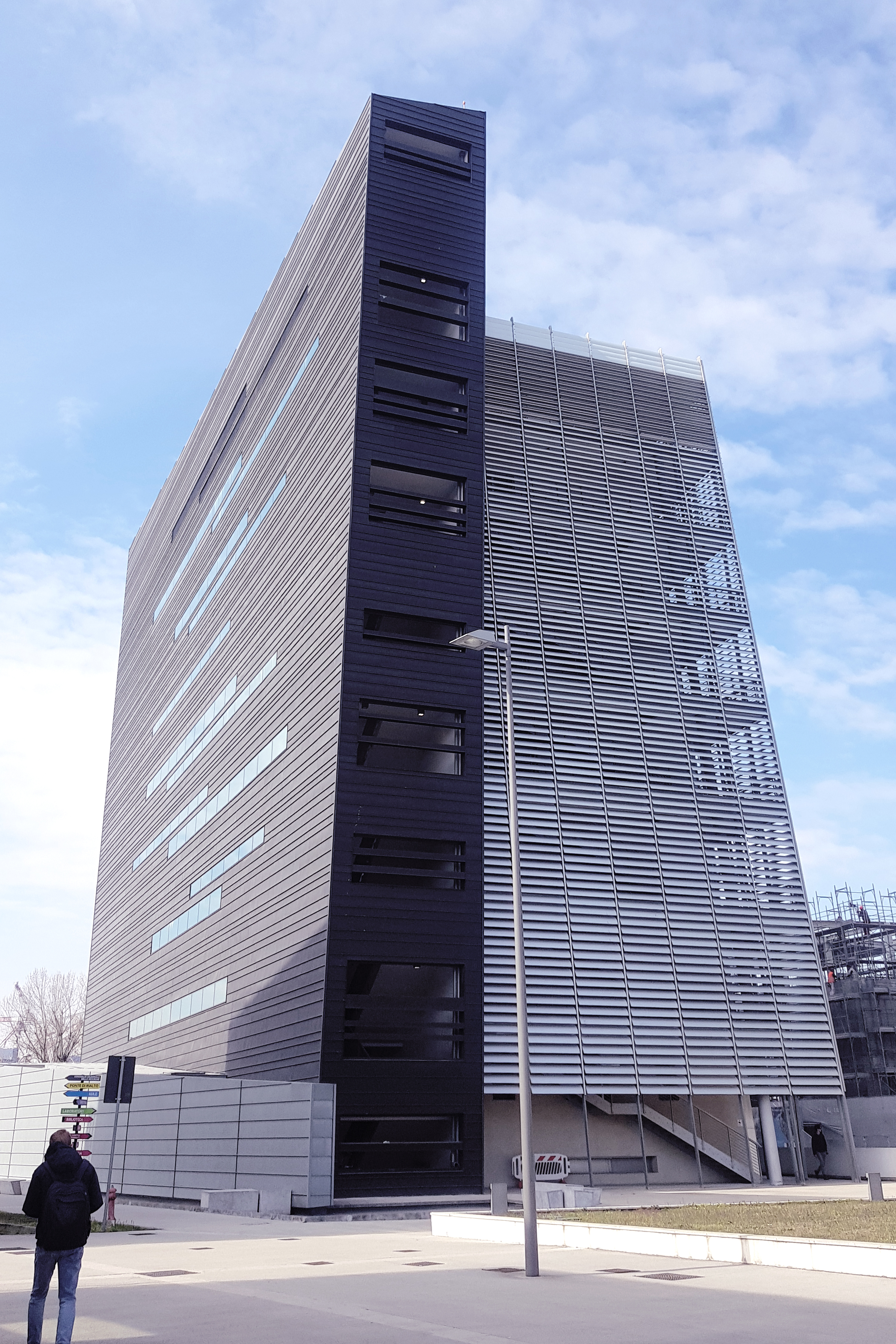
Palazzo Alfa in via Torino
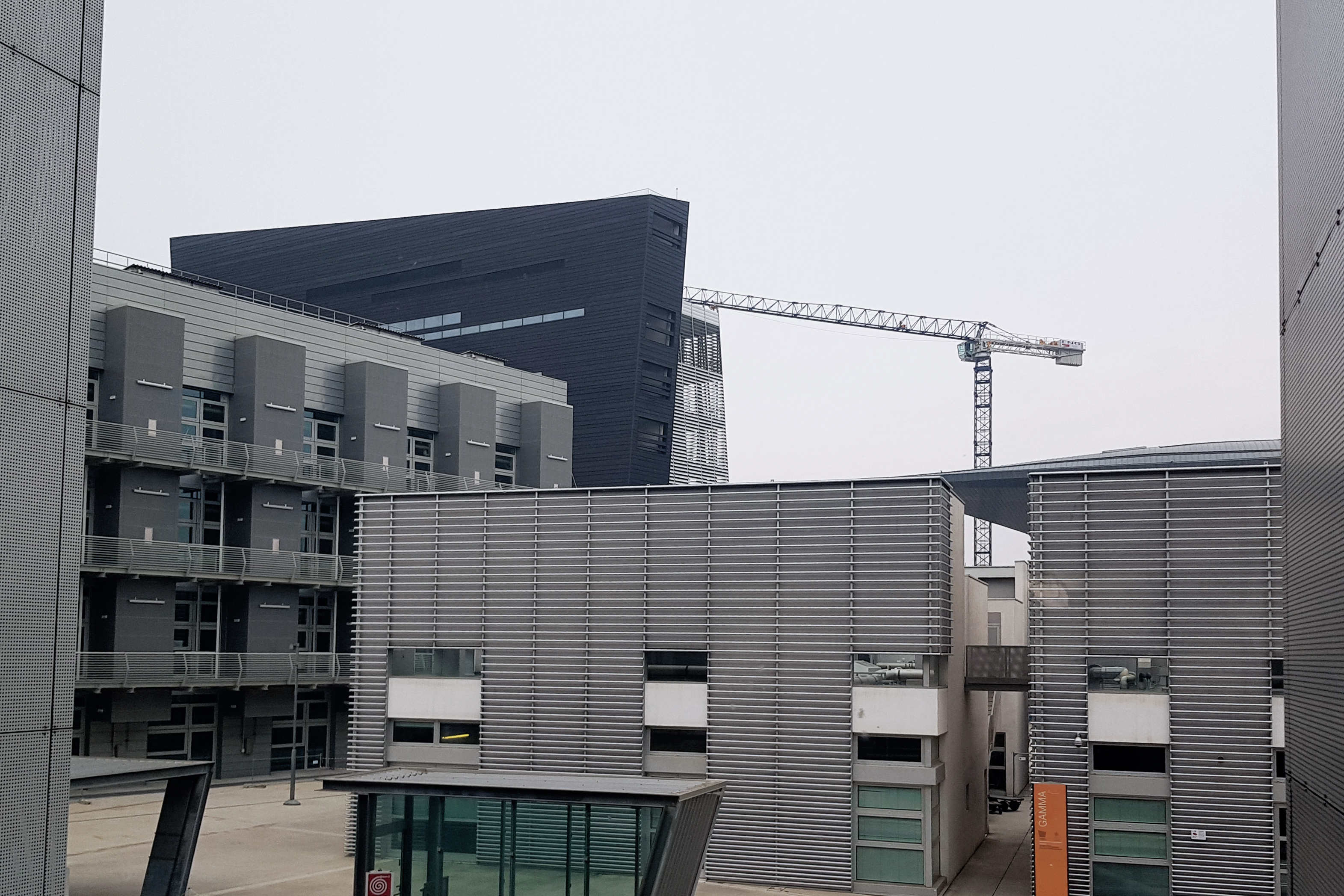
Campus scientifico in via Torino